# Bergern (Reinstädt)
Bergern ist ein weilerartiger Ortsteil der Gemeinde Reinstädt im Saale-Holzland-Kreis in Thüringen.

## Lage
Bergern erreicht man über die Kreisstraße 208 ab Reinstädt in Richtung Beckerskirchhof. Der Ort liegt nahe dem Vorwerkshügel.

## Geschichte
Das kleine Dorf wurde erstmals 1378 urkundlich erwähnt. Bergern besitzt nur wenige Häuser. Eine Gastwirtschaft existiert nicht mehr. Jahrelang fanden dort Kinderferienlager statt, die von der TGA (Technische Gebäudeausrüstung Karl-Marx-Stadt) betrieben wurden. Der Weiler befindet sich an der äußersten Westgrenze des Saale-Holzland-Kreises.